# Denys Gagnon (écrivain)
Pour les articles homonymes, voir Denys Gagnon et Gagnon.
Denys Gagnon (né le 9 juin 1954, à Québec) est un écrivain canadien-français.

## Biographie
Il fait ses études à l′externat classique Saint-Jean Eudes, au Petit Séminaire de Québec et à l′Université Laval. À l′âge de vingt-trois ans, en 1977, il est employé par la Ville de Paris, comme guide bilingue à la maison de Victor Hugo de Guernesey (Hauteville-House). Il enseignera ensuite le français aux immigrants (Commission scolaire de Montréal) et aux étudiants des cours d′été à l′Université Laval. Ses contes, dramatiques et poèmes sont d′un monde cruel et somptueux, où convergent mythologie et fantastique.

## Œuvres
- Le Village et la Ville,  (ISBN 2-89195-010-0)
- Haute et profonde la Nuit,  (ISBN 2-89239-003-6)
- Les Noces de la Bête, suivi de Prendergast,  (ISBN 2-7427-5273-0)
- Chants et silences des trois créatures,  (ISBN 2-923469-00-3)
- Neiges d′aurores,  (ISBN 978-2-923469-04-1)
- Le Nom du visage et de la nuit,  (ISBN 978-2-924636-04-6)
- Cet autre fils, qui est l′homme,  (ISBN 978-2-9822143-0-9)